# Euporus pygmaeus
Euporus pygmaeus är en skalbaggsart som beskrevs av Schmidt 1922. Euporus pygmaeus ingår i släktet Euporus och familjen långhorningar. Inga underarter finns listade i Catalogue of Life.